# Viva Piñata (jeu vidéo)
 (juillet 2025).
Si vous disposez d'ouvrages ou d'articles de référence ou si vous connaissez des sites web de qualité traitant du thème abordé ici, merci de compléter l'article en donnant les références utiles à sa vérifiabilité et en les liant à la section « Notes et références ».
Viva Piñata est un jeu vidéo de simulation sorti sur la console Xbox 360 en novembre 2006 aux États-Unis, le 1er décembre 2006 en Europe. Il a été développé par l'entreprise Rare et édité par Microsoft. Le projet est dirigé par Gregg Mayles et l'équipe de développement est celle qui est à l'origine de la série de jeu Banjo-Kazooie. Le concept de base vient de Tim Stamper. Le jeu sur PC (Windows) est sorti en France le 16 novembre 2007. Le jeu a également été adapté en dessin animé de 2006 à 2008 dans deux saisons diffusées sur Canal J.

## Système de jeu
Différentes vues sont proposées au joueur. Une vue de dessus et une vue au sol. Elles permettent une bonne vision du jardin et du paysage. Une fonction zoom est disponible, un zoom arrière qui donne la possibilité d'avoir une vue d'ensemble de tout le jardin et un zoom avant qui permet une observation des piñatas avec beaucoup de détails.
L'écran de jeu présente un menu d'action situé en haut à droite. Il change selon l'objet que le joueur pointe avec le curseur. En bas à droite de l'écran, des alertes permettent de suivre la vie du jardin. Ce sont des messages qui avertissent le joueur sur le comportement et l'état des piñatas...
On accède au menu principal avec la touche X de la manette. D'ici on accède aux différents outils, au Bureau de Poste, aux magasins du village et au journal où diverses informations sont stockées.

## Fonction Xbox Live
Viva Pinata offre la possibilité d'échanger des pinatas et des objets à ses amis via le service de jeux et divertissement en ligne Xbox Live.
Il faudra pour cela que le joueur aille à la poste du jeu afin de préparer un colis à expédier à son ami. Le joueur qui devra être préalablement connecté au service Xbox Live verra dans son jardin une caisse contenant ces objets.
De plus, divers classements peuvent être consultés afin que l'utilisateur puisse comparer sa progression avec ses amis et les joueurs du monde entier.
Bien que le jeu n'incite pas à la compétition, cette fonction est quand même intégrée afin que les joueurs chevronnés trouvent dans le jeu des défis supplémentaires.
Le joueur a également la possibilité de télécharger de nouveaux objets pour ses Pinatas. Des packs ont été mis à disposition, ils contiennent des accessoires, comme des lunettes, un chapeau hawaïen (...) ainsi que des vidéos explicatives pour les néophytes.
Des épisodes de la série animée sont disponibles (en anglais) sur le marché Xbox Live Américain.

## Trame

### Univers
Le jeu se déroule sur l'île de Piñata, peuplée par des piñatas vivantes. Cette île leur sert d'habitat naturel, où elles peuvent grandir, vivre et avoir leurs enfants en attendant d'être envoyées à des fêtes.

### Scénario
Le jeu n'a pas vraiment de fin; en effet plus de 60 Piñatas sont à adopter, et il est déjà assez difficile de faire de la friche de départ un paradis.

### Personnages
Le jardin et ses environs sont peuplés par plusieurs personnages. Leur particularité est qu'ils portent tous un masque cachant leur visage. Le joueur n'est pas un personnage défini, mais on sait cependant qu'il a décidé de reconstruire l'ancien jardin de Jardiniero.
Jardiniero est l'ancien propriétaire du jardin. Il est également considéré comme le plus fameux jardinier de l'île de Piñata Island. C'est lui qui octroie au joueur les différentes améliorations, que ce soit les agrandissements du jardin ou les nouveaux outils. Il est le père de Leafos, Seedos, Dastardos et Storkos, et l'ancien employeur de Pester. Jardiniero avait la réputation d'être capable d'attirer n'importe quelle piñata, excepté une : une piñata dragon nommée Dragonache.
Seedos, ou Seados, est un des fils de Jardiniero. Jardinier comme son père, il développa une spécialisation dans le domaine de la botanique. Il vit dans un marais près du jardin et entre souvent dans le jardin pour donner des conseils au joueur concernant les graines ou pour lui en offrir. Seedos peut cependant se venger du joueur, si ce dernier l'a frappé, en jetant des mauvaises graines dans le jardin.
Leafos est une des filles de Jardiniero. Elle est également le premier personnage rencontré dans le jeu, et fait office de didacticiel, puis plus tard dans le jeu, de pourvoyeuse de rumeurs concernant les piñatas (rumeurs souvent fausses).
Storkos est une autre fille de Jardiniero. Son travail consiste à livrer les œufs aux piñatas qui se sont courtisées. Elle vit près de la Montagne des œufs, où les fameux œufs se trouvent.
Dastardos, ou Stardos, est un autre fils de Jardiniero. Ancien jardinier considéré comme le digne héritier de son père, il est enlevé par Lester et devient un de ses acolytes. Il vit dans une maison de bois près du jardin et y entre lorsqu'une piñata est malade, afin de la casser et ainsi récupérer les bonbons qu'elle contenait.
Pester, ou Lester, est le principal antagoniste du jeu. Ancien employé de Jardiniero, il s'intéresse très tôt aux retombées économiques possibles des bonbons de piñatas. Après quelques essais, il met au point le premier bonbon amer, créant ainsi une nouvelle sorte de piñata : les piñatas piquantes, transportant uniquement ce type de bonbons. Il saccage le jardin de Jardiniero et pille les bonbons de ses piñatas, puis s'entoure d'une troupe de voyous, ainsi que de Dastardos. Pester est aussi l'ennemi du joueur, et rentre parfois dans le jardin pour briser les piñatas les plus précieuses et en vole les bonbons.

## Histoire du développement
L'objectif du jeu est de créer un jardin et de le faire évoluer avec le temps, le jardin grandira petit à petit au fur et à mesure que le joueur monte en niveau, mais en montant en niveau le joueur attirera plein de piñatas qui aideront le joueur à progresser.

## Viva Piñata: Party Animals
Viva Piñata: Party Animals est sortie le 30 octobre 2007 aux États-Unis et le 2 novembre 2007 en Europe. C'est une compilation de plus de 40 mini-jeux à jouer en multijoueur. C'est un jeu ouvert à tout type de joueur, des plus jeunes aux plus grands. On retrouve les petites piñatas dessinées avec toujours autant de détails et des couleurs aussi vives que dans le jeu précédent.